# Србија центар
Србија центар (скраћено СРЦЕ) је политичка странка у Србији. Води је Здравко Понош.

## Историја

### Оснивање
Здравко Понош, члан и бивши потпредседник Народне странке (Народна), био је кандидат на председничким изборима у Србији 2022. испред коалиције Уједињени за победу Србије. Заузео је друго место, освојивши 18% гласова, иза актуелног председника Александра Вучића. Након избора напустио је Народну и најавио да ће радити на стварању покрета или политичке странке. Србија центар (СРЦЕ) основан је 26. јуна 2022, док је званично представљен јавности 6. јула 2022.

### 2022—данас
Од свог оснивања, сарађује са опозиционом странкама међу којима су Демократска странка (ДС), Заједно и Зелено-леви фронт. Његове просторије градског одбора у Врању напала је непозната група нападача у фебруару 2023. СРЦЕ је подржао масовне протесте који су почели након пуцњаве и вишеструког убиства у ООШ „Владислав Рибникар” и околини Младеновца и Смедерева у мају 2023. У августу 2023. СРЦЕ, ДС и Заједно потписали су споразум о сарадњи. СРЦЕ је у октобру 2023. постао део коалиције Србија против насиља, коју чине политичке странке које су организовале протесте 2023.

## Идеологија и платформа
СРЦЕ је центристичка странка. Према речима Душана Спасојевића, професора Факултета политичких наука, током предизборне кампање 2022. Понош је био „доста нејасан око кључних питања, али је сад приметно његово благо померање улево”.
Противи се владајућој Српској напредној странци и изразила је подршку сарадњи између опозиционих странака. После вишеструког убиства у ООШ „Владислав Рибникар” и околини Младеновца и Смедерева, СРЦЕ је изразио подршку формирању прелазне владе.
Подржава приступање Србије Европској унији. По питању инвазије Русије на Украјину, подржава „удаљавање од онога што Русија ради”. Према речима Марка Вујића, асистента на Факултету политичких наука Универзитета у Београду, СРЦЕ је „климатски одговорна” странка која има разрађену стратегију борбе против климатских промена.
Подржава проглашавање млека као стратешког производа за Србију и доношење мера које би оживеле сектор производње млека. У јануару 2023. критиковао је владин приступ радницима Застава оружје.

## Списак председника
| #  | # | Председник    | Председник | Рођење—смрт | Почетак мандата | Завршетак мандата |
| -- | - | ------------- | ---------- | ----------- | --------------- | ----------------- |
| 1. |   | Здравко Понош |            | 1962—       | 26. јун 2022.   | данас             |

## Резултати на изборима

### Парламентарни избори
| Година | Вођа          | Гласови | % од важећих | Бр. | Мандати | Промена | Коалиција | Статус    | Реф. |
| ------ | ------------- | ------- | ------------ | --- | ------- | ------- | --------- | --------- | ---- |
| 2023.  | Здравко Понош | 902.450 | 24,32        | 2.  | 9 / 250 | 9       | СПН       | опозиција |      |